# Дворец школьников (волейбольный клуб)
«Дворец школьников» (каз. «Оқушылар сарайы») — женский волейбольный клуб из Астаны, выступающий в Высшей лиге «В».

## История
Команда создана в 2009 году в школе № 61 по инициативе директора школы Аркабаевой У. Н.
В 2010—2012 гг. на Спартакиаде школьников г. Астаны команда занимали 1- и 2-е места.
В 2012 г. команда стала чемпионом РК в г. Петропавлоск среди девушек 1996—1997 г.р.
С октября 2012 г. команда стала называться «Дворец школьников» Акимата г. Астана, которая играет в Высшей лиге «Б» Чемпионата РК.

## Достижения
- Двукратный чемпион РК среди девушек 1996—1997 г.р.
- Обладатели кубка РК
- Вторые призеры Спартакиады школьников РК